# Gandahar
Cet article possède un paronyme, voir Kandahar.
Pour plus de détails, voir Fiche technique et Distribution.
Gandahar, sous-titré Les Années-lumière, est un film d'animation français de science-fiction réalisé par René Laloux sur des dessins de Philippe Caza, sorti en 1987. Le scénario est une adaptation par René Laloux du roman de Jean-Pierre Andrevon Les Hommes-machines contre Gandahar, paru en 1969. Gandahar est le troisième long-métrage réalisé par René Laloux. Le film a donné d'abord lieu à un pilote réalisé en France en 1977, Les Hommes-machines, mais le long métrage proprement dit n'est concrétisé que dix ans plus tard.

## Synopsis
Sur la planète Tridan, dans le pays de Gandahar, dirigé par la reine Ambisextra et le Conseil féminin, les humains vivent en harmonie avec la nature, qu'ils ont génétiquement reprogrammée pour subvenir à tous leur besoins (insectes géants servant de véhicules, pistolets à graines générant des ronces à croissance rapide, oiseaux-miroirs retransmettant les images vers des tours de surveillance). Un jour, des hommes de métal noir commencent à semer la terreur aux frontières de Gandahar, dévastant des villages entiers et progressant peu à peu vers la capitale, Jasper. La reine envoie alors en éclaireur un jeune servant, Sylvain Lanvère, dit Syl. Ce dernier découvre des humains difformes et aux pouvoirs étranges, les Transformés, qu'il croit d'abord à l'origine des attaques avant de se rendre compte qu'il n'en est rien. Les Transformés ne sont pas hostiles, mais vivent en marge du royaume, rejetés à cause de leurs difformités ; ils parlent un dialecte dont le temps présent est banni, remplacé par un passé-futur. Sylvain découvre ensuite que les hommes-machines pétrifient les villageois avant de les enfermer dans de mystérieux œufs et de les emmener vers une destination inconnue.
Pétrifié et capturé par les hommes-machines, Sylvain se réveille à l'intérieur d'un de ces œufs, en compagnie d'une jeune femme, Airelle. Après quelque temps, tous deux sont libérés par un reptile géant qui prend les œufs pour sa propre couvée. Ils parviennent à s'échapper et découvrent le camp militaire des hommes-machines, ainsi qu'une mystérieuse porte qui n'ouvre sur rien et dont les hommes-machines semblent sortir. Embarqués furtivement sur le navire des hommes-machines, Sylvain et Airelle découvrent qu'ils révèrent une créature étrange, le Métamorphe, sorte de cerveau gigantesque. Paradoxalement, celui-ci ne semble pas hostile, et laisse Sylvain et Airelle regagner Jasper en promettant de réfléchir à la question des hommes-machines. Entre-temps, Sylvain et Airelle sont tombés amoureux.
De retour à Jasper, Sylvain fait son rapport. Les savants de Gandahar mènent des expériences grâce aux échantillons rapportés par Sylvain, et découvrent que le Métamorphe n'est autre, comme les Transformés, que le résultat d'une ancienne expérience génétique gandaharienne, qui a échappé à tout contrôle. Les cellules qui composent le cerveau des hommes-machines sont les mêmes que celles du Métamorphe, mais beaucoup plus âgées. Pendant ce temps, la guerre s'engage entre les Gandahariens et les hommes-machines, mais ces derniers progressent inexorablement. Sylvain repart seul pour parlementer avec le Métamorphe ; il est doté d'une seringue contenant une injection capable de tuer l'entité si nécessaire. Le Métamorphe lui apprend que les hommes-machines proviennent de mille ans dans le futur, d'une époque où le Métamorphe est devenu tyrannique. Le Métamorphe ordonne alors à Sylvain de le tuer dans mille ans, et l'enferme dans une capsule qui dérive au fond de l'océan et ne s'ouvrira pas avant le délai prescrit.
Pendant ce temps, les hommes-machines parviennent à Jasper ; au moment où les Transformés rejoignent les rangs gandahariens, la reine Ambisextra déclenche le dispositif de secours qui permet à la citadelle de Jasper de s'envoler dans le ciel, sauvant une partie des habitants.
Mille ans dans le futur, Sylvain s'éveille et découvre un monde changé en forteresse métallique, gouverné par les hommes-machines. Le Métamorphe, vieilli et rendu fou par la perspective de sa propre mort, a envoyé ses légions dans le passé pour en ramener des Gandahariens qu'il tue pour récupérer leurs cellules et rester éternellement jeune. Tandis que les Transformés libèrent les Gandahariens et entament un combat désespéré contre les hommes-machines, Sylvain se fraie un chemin jusqu'au Métamorphe et parvient finalement à le tuer. Sylvain et les Transformés rejoignent le présent par la porte temporelle juste avant qu'elle ne se referme. Dans le présent, les hommes-machines disparaissent, Gandahar est sauvé, et la citadelle de Jasper peut reprendre son emplacement d'origine.

## Fiche technique
- Titre original : Gandahar, les années-lumière
- Réalisation : René Laloux
  - Assistants à la réalisation : Philippe Leclerc, Sylvaine Pérols
- Scénario : René Laloux et Raphaël Cluzel, d'après le roman Les Hommes-machines contre Gandahar de Jean-Pierre Andrevon
  - Dialogues : Raphaël Cluzel
- Musique : Gabriel Yared
- Dessins : Philippe Caza
- Recherche graphique des machines : Philippe Gauckler
- Couleurs : Madeleine Camolli
- Photographie : Pierre Biecher
- Montage : Christine Pansu
- Bruitages : Jérôme Lévy
- Direction de l'animation : Li Ha Gyu
- Production : Léon Zuratas
- Studio d'animation : Studios SEK (Pyongyang)
- Sociétés de production : Col.Ima.Son et Films A2, en association avec Revcom Télévision
- Sociétés de distribution : Acteurs auteurs associés (France ; sortie en salles) ; Miramax (États-Unis ; sortie en salles de la version doublée) ;  Arte Vidéo (France ; vidéo, 2006)
- Pays de production :  France,  Corée du Nord
- Langue originale : français
- Format : couleurs - 1,33:1 - Dolby
- Durée : 83 minutes
- Dates de sortie :
  - France : 11 décembre 1987
  - États-Unis : 28 janvier 1988
  - Japon : mars 1989

## Distribution des voix
- Pierre-Marie Escourrou : Sylvain
- Catherine Chevallier : Airelle
- Georges Wilson : Métamorphe
- Anny Duperey : Ambisextra
- Jean-Pierre Ducos : Blaminhor
- Christine Paris : Porte-parole
- Zaïra Benbadis : Voix enregistrées
- Claude Degliame : Voix enregistrées
- Olivier Cruveiller : Homme-métal
- Jean-Pierre Jorris : Transformés
- Dominique Maurin : Transformés
- Jean-Jacques Scheffer : Transformés
- Jean Saudray : Transformés
- Frédéric Witta : Transformés
- Philippe Noël : Transformés

## Production

### Pilote animé à Angers:Les Hommes-machines
La production de Gandahar commence en France en 1977, après la création par René Laloux d'un studio d'animation à Angers en collaboration avec André-Marc Delocque-Fourcaud et le producteur Michel Gillet. René Laloux contacte Jean-Pierre Andrevon pour lui proposer de réaliser une adaptation en long-métrage d'animation de son roman Les Hommes-machines contre Gandahar paru en 1969 ; Andrevon, qui avait d'abord imaginé Gandahar comme une bande dessinée avant d'en faire un roman, est aussitôt intéressé par une adaptation. René Laloux prend alors une option sur les droits d'adaptation du livre, et choisit de contacter le dessinateur Philippe Caza qui accepte de travailler avec lui sur le film. Laloux fait lire très vite à Andrevon un état du scénario pratiquement définitif, que l'auteur juge très fidèle au roman. Par la suite, Laloux ne fait plus participer Andrevon à la suite du projet et Andrevon ne cherche pas à être impliqué à toute force ; Caza, qui est de ses amis, le tient cependant informé en lui montrant régulièrement ses croquis préparatoires.
Le projet prend d'abord la forme d'un pilote, Les Hommes-machines, qui est réalisé à Angers. Ce court métrage en couleurs est la première collaboration entre Laloux et Caza ; les décors sont réalisés par le dessinateur Philippe Adamov, et la bande-son utilise une musique de Brian Eno. Le rendu visuel est assez différent de la forme qu'il prend par la suite pour le long métrage proprement dit, et l'ensemble dure environ sept minutes. Le pilote relate le début des aventures de Sylvain au pays de Gandahar, dans une ambiance que Caza qualifie d'assez « baba cool ». Le pilote ne parvient pas à convaincre les producteurs, et le projet ne va pas plus loin faute de financements suffisants.

### Production en Corée du Nord
Dix ans plus tard, le producteur Léon Zuratas, ami de René Laloux, apprend via la société de production COL-IMA-SON l'existence en Corée du Nord de studios d'animation susceptibles de réaliser le film à meilleur marché : le projet est alors relancé et l'ensemble de la production a lieu en Corée du Nord.

### Adaptation américaine
Une adaptation du film est produite par Bob Weinstein pour une sortie aux États-Unis sous le titre Light Years. Le montage du film est notablement modifié, principalement dans la première demi-heure, et la fin du film est modifiée à l'aide du matériau coupé dans le début du film. L'adaptation anglaise des dialogues est écrite par l'écrivain Isaac Asimov, dont une citation est ajoutée comme épigraphe au début du film. Dans le doublage anglais, John Shea double Sylvain, Jennifer Grey Airelle, et Glenn Close prête sa voix à la reine Ambisextra ; le duo d'illusionnistes Penn & Teller participe également au doublage. La musique originale de Gabriel Yared est remplacée par une bande originale différente, composée par Bob Jewett et Jack Maeby. Dans cette adaptation, c'est Harvey Weinstein, président de Miramax, qui est crédité en tant que réalisateur à la place de René Laloux, bien qu'il n'ait eu aucun rôle dans la réalisation du film.

## Accueil critique
Le film sort en France en décembre 1987. Dans Le Monde, Jacques Siclier apprécie l'univers visuel du film, avec « des formes et des couleurs très curieuses, alliant la fraicheur à l'étrangeté de villes mythiques et de personnages qui ne sont pas tout à fait humains (sauf Sylvain et la jeune Airelle, assez fades par comparaison) ». Il juge le scénario, avec sa part de voyage dans le temps, « un peu compliqué », mais estime qu'« on se laisse aller à la fascination des images, des découvertes, des rencontres avec le Métamorphe, des tableaux toujours surprenants de ces univers qui se juxtaposent et se heurtent ».
Dans un entretien paru dans L'Écran fantastique au moment de la sortie du film, Jean-Pierre Andrevon indique que « de manière générale [il] aime bien le film, même s'[il] lui trouve de nombreuses imperfections de détail ». Il juge le scénario très fidèle, malgré une fin un peu abrupte, et apprécie beaucoup l'univers visuel conçu par Caza, ne regrettant que quelques divergences de détail, principalement la forme du Métamorphe, plus simple et moins proche des descriptions du roman que les dessins préparatoires de Caza. Il déplore en revanche que l'animation ne soit pas toujours à la hauteur, en particulier pour les scènes de foule ou d'action, et que les deux personnages principaux paraissent un peu mièvres, notamment en raison de leurs voix qu'il juge « plates ».
L'adaptation américaine du film sort dans quelques salles aux États-Unis en janvier 1988, un mois et demi après la sortie française. Light Years reçoit un accueil contrasté dans la presse. Dans une critique parue dans le Washington Post en avril, Richard Harrington compare Light Years à La Planète sauvage, le précédent film de Laloux, et juge ce second film à la hauteur du premier. Il estime que « l'animation elle-même est quelque peu rigide (les coûts de production, très probablement) mais les graphismes sont incroyables, richement détaillés et vibrants, comme des pages du magazine Métal hurlant débordantes d'invention ». Il juge que, si les thèmes abordés par l'intrigue ne sont pas nouveaux, ni en science-fiction en général ni dans les films de science-fiction, « ils ont rarement été traités avec autant de poésie », et il loue l'originalité du résultat. À New York, le film sort à la mi-mai au Regency Theatre : dans un article du New York Times, Jane Maslin signe une critique sceptique, où elle apprécie peu l'univers du film, estime que « malgré l'excentricité des graphismes, l'animation est conventionnelle et raide », juge que « l'exposition [de l'intrigue] est terne et inutilement compliquée » et que « la parade de créatures se révèle finalement limitée ».

## Box-office
Aux États-Unis, le film est exploité dans sept cinémas lors de sa sortie fin janvier, ce qui est très peu par rapport aux autres films sortant la même semaine ; il rapporte 48 665 dollars durant le premier week-end, et 370 698 dollars durant l'ensemble de son exploitation dans les salles américaines.
Le film fait un meilleur score au box office aux États-Unis qu'en France et dans les autres pays d'Europe.

## Éditions en vidéo
Le film fait d'abord l'objet d'éditions en VHS.
En France, le film est édité en DVD par Arte vidéo en février 2007 ; outre le film, le DVD contient deux courts métrages de René Laloux, La Prisonnière et Comment Wang-Fô fut sauvé, ainsi qu'un documentaire de Fabrice Blin contenant des entretiens avec les principaux collaborateurs du film. Un coffret regroupant Gandahar et La Planète sauvage est également édité par le même éditeur. Une édition en DVD anglophone en version originale sous-titrée est éditée par Eureka Entertainment en 2007 dans la collection « Masters of Cinema » sous le titre Gandahar ; elle reprend la version du film de Laloux, en 83 minutes, et non son adaptation américaine.
Pour la 1re fois au monde, une sortie du film en édition collector limitée UHD / Blu Ray est prévue chez l'éditeur indépendant Le chat qui fume en 2024.